# Přírodní rezervace Góra Zborów
Přírodní rezervace Góra Zborów, polsky Rezerwat Przyrody Góra Zborów, je přírodní rezervace ve gmině Kroczyce v okrese Zawiercie ve Slezském vojvodství v jižním Polsku. Centrem a nejvyšším bodem rezervace je vápencová krasová hora Góra Zborów (462 m n. m.), která se nachází ve skalách Skały Kroczyckie, které jsou součástí vysočiny Wyżyna Częstochowska (Čenstochovská jura) patřící do pohoří Wyżyna Krakowsko-Częstochowska (Krakovsko-čenstochovská jura).

## Další informace
Přírodní rezervace Góra Zborów byla vyhlášena dne 30. srpna 1957 a má rozlohu 45,00 ha. Nachází se v ní dva kopce Góra Zborów a Kołoczek (Kołaczek), které jsou hustě pokryté krasovými jevy a vápencovými skalními výchozy až do výšky 30 metrů. Terén je hojně využíván pro horolezectví. Krasové jevy utvářely jeskyně a závrty, kde nejznámější a jedinou veřejně přístupnou místní jeskyní je Jaskinia Głęboka. Geologie rezervace je ovlivněna zaniklým mořem a také bývalými ledovci doby ledové. V minulosti se v rezervaci také těžil vápenec a islandský kalcit.
Typickým přírodním prvkem jsou xerotermní společenstva, skalní pastviny, trvalky a lesy pískových půd. Mezi zdejší kriticky ohrožená rostliny hvozdík sivý (Dianthus gratianopolitanus) a netřeskovec výběžkatý (Jovibarba globifera resp. Jovibarba sobolifera). Vyskytují se zde také vzácné druhy hmyzu, ptáků, plazů, netopýrů, glaciální relikty aj. Z důvodu ochrany přírody byla zavedena regulovaná pastva zvířat (kozy a ovce). Přírodní rezervace Góra Zborów je součástí chráněné oblasti Natura 2000 Ostoja Kroczycka a krajinného parku Park Krajobrazowy Orlich Gniazd.
Rezervace má také naučnou stezku Ścieżka Przyrodnicza Rezerwat Przyrody Góra Zborów, leží na populární turistické trase Szlak Orlich Gniazd a dalších turistických a cyklistických trasách Polska.
Rezervace je nejlépe přístupná od místního správního střediska a muzea Centrum Dziedzictwa Przyrodniczego i Kulturowego Jury (Centrum přírodního a kulturního dědictví Jury) u vesnice Podlesice, kde se také nachází parkoviště a venkovní lapidárium. V lapidáriu jsou v geologické expozici vystaveny typické horniny Wyżyny Krakowsko-Częstochowské.

## Galerie

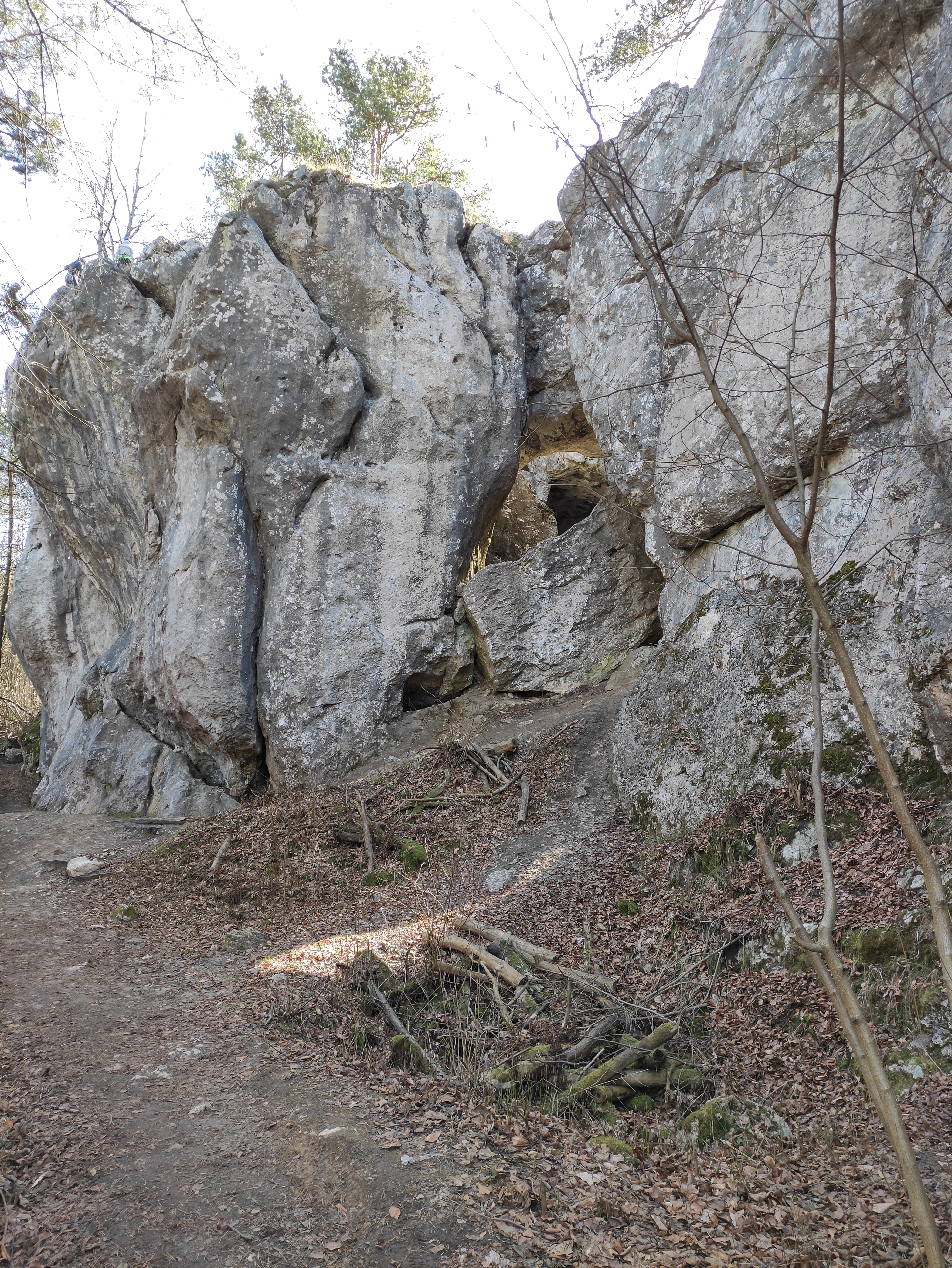
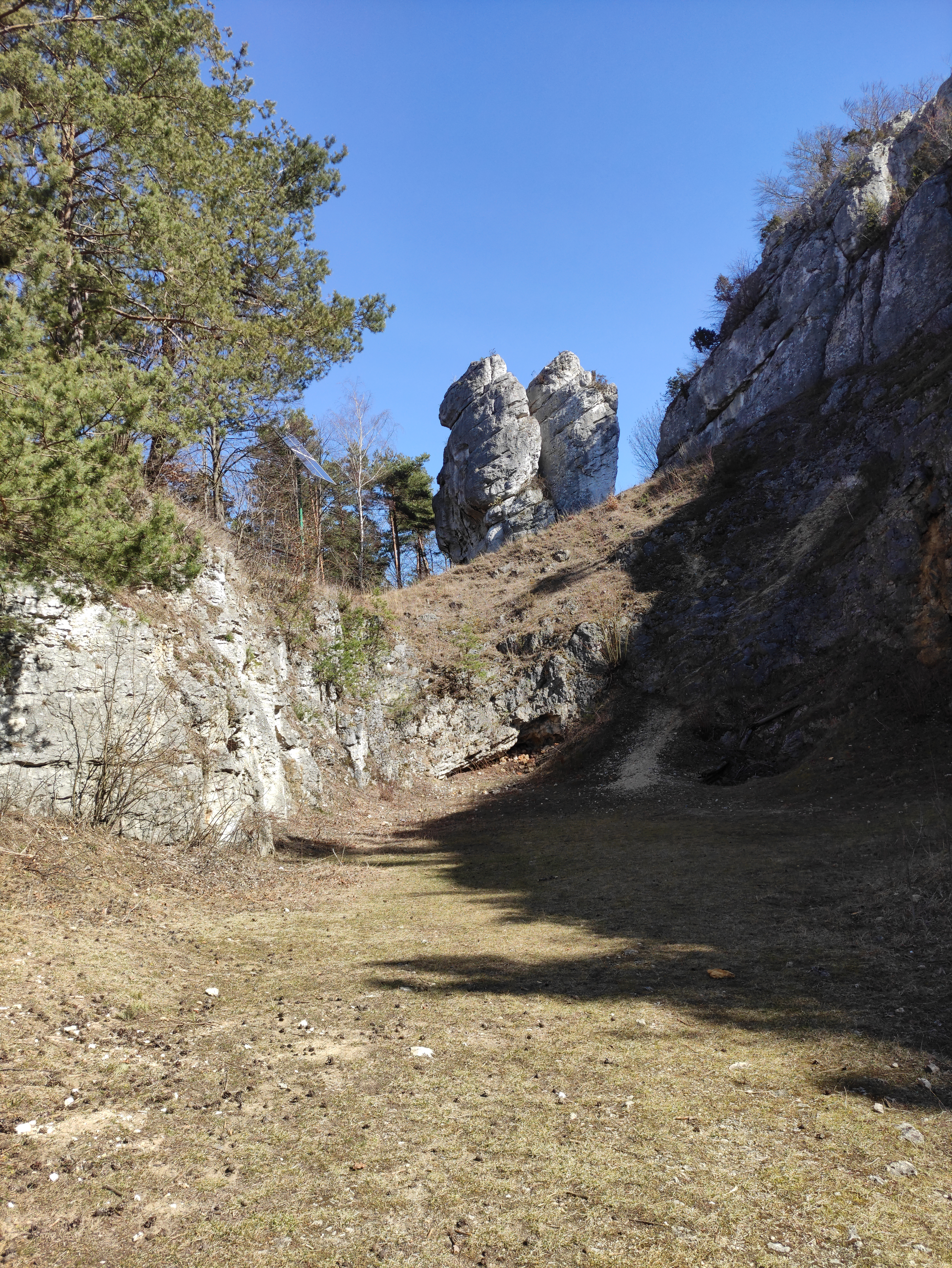
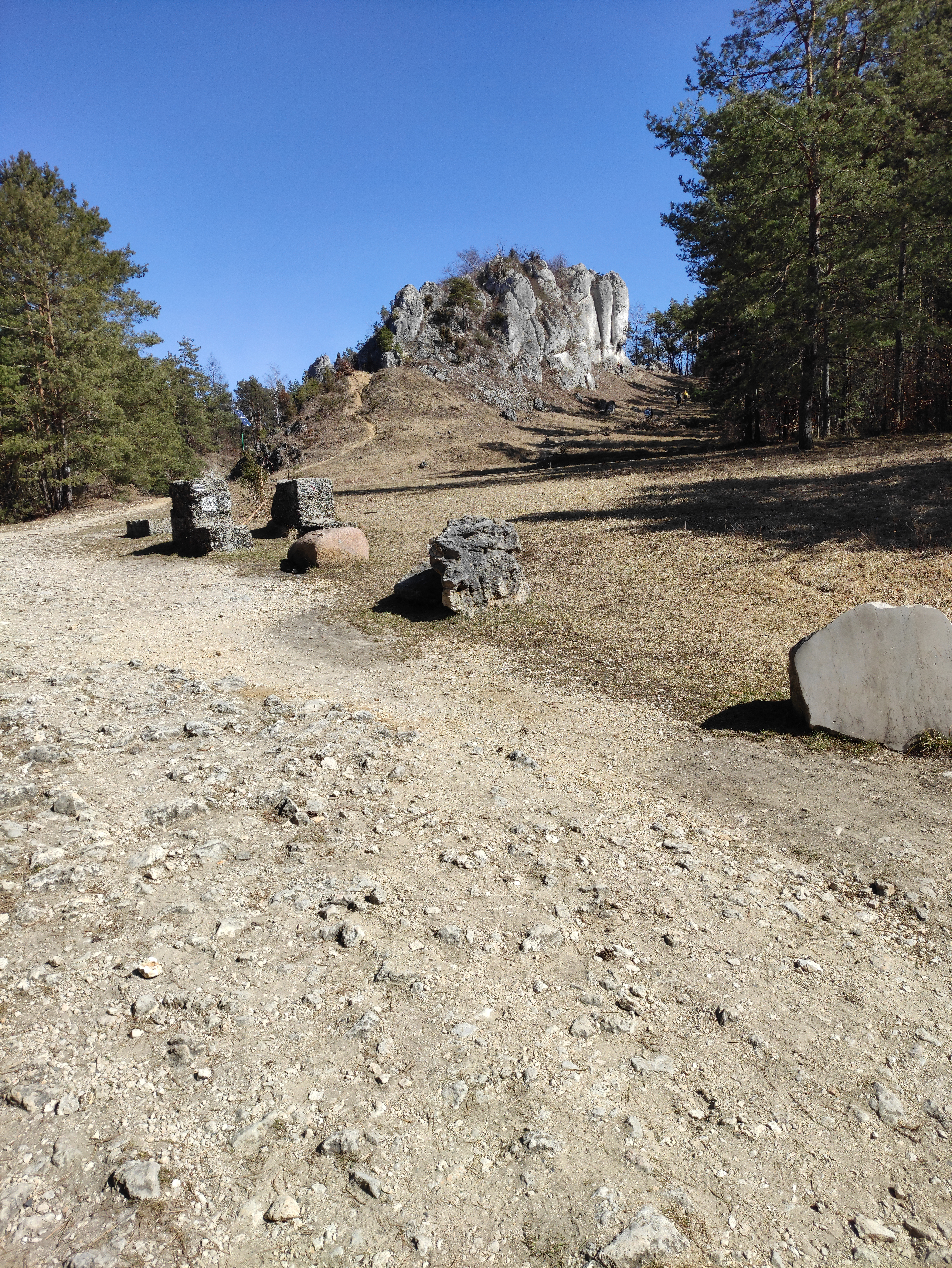
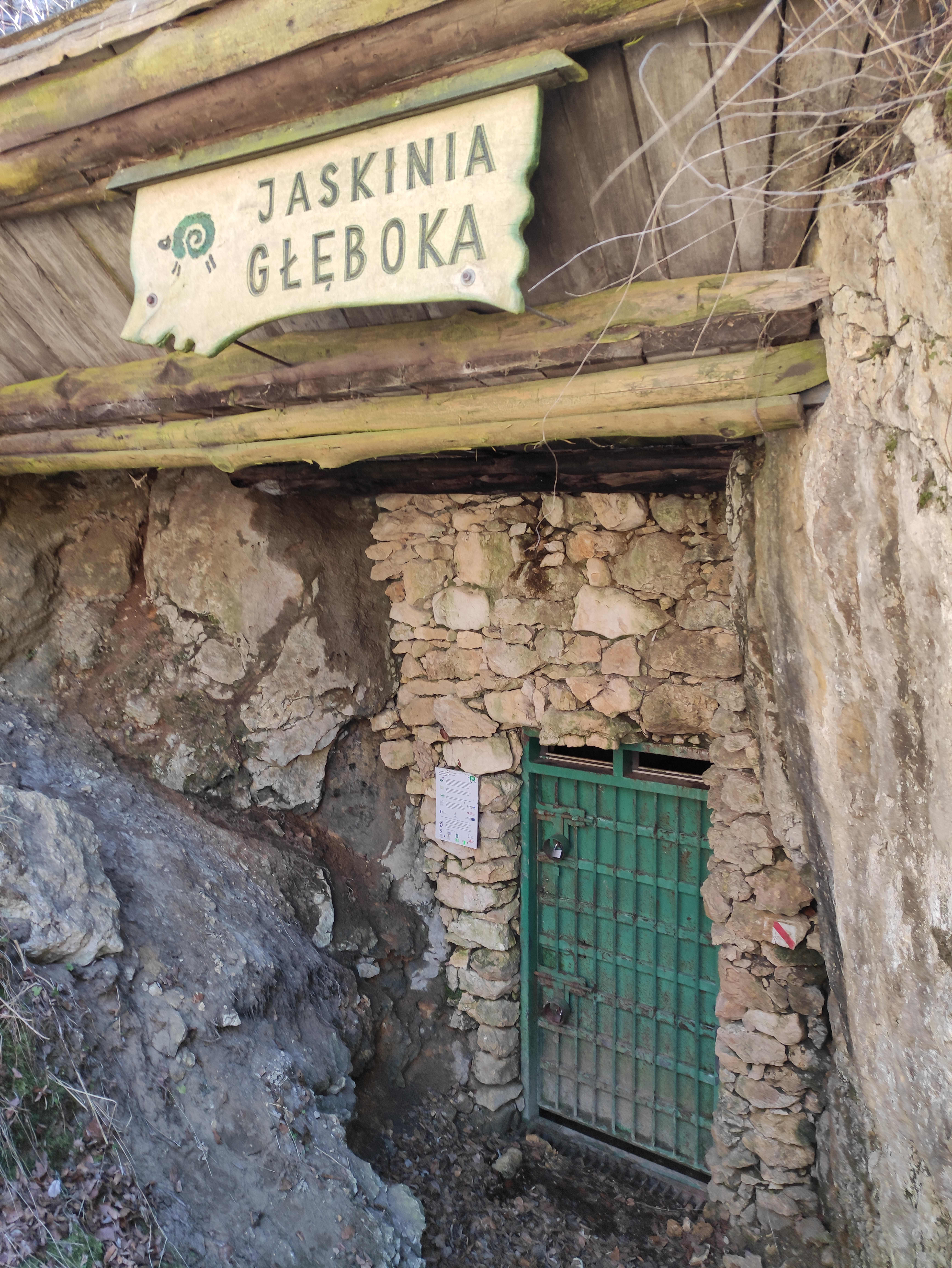
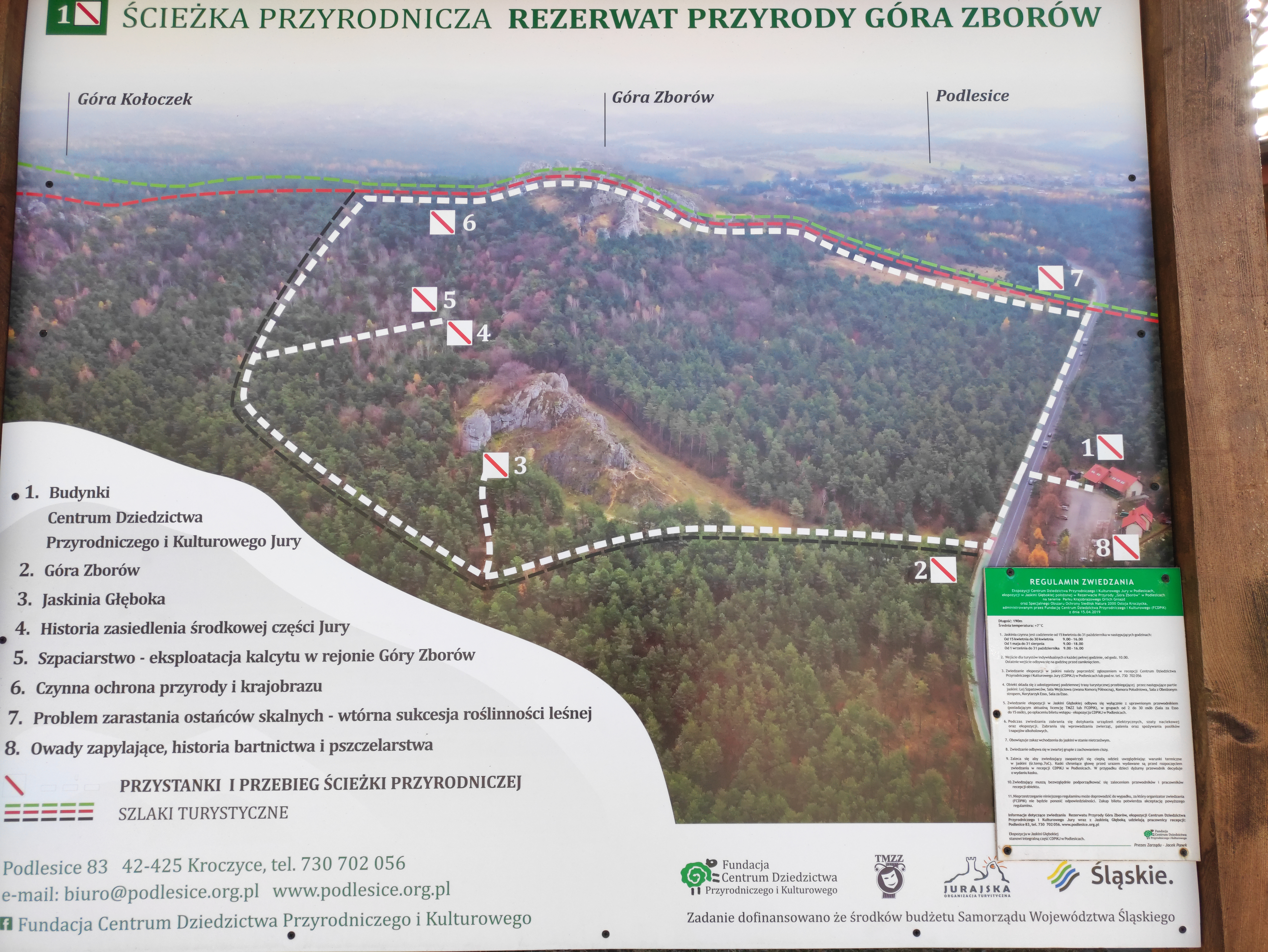
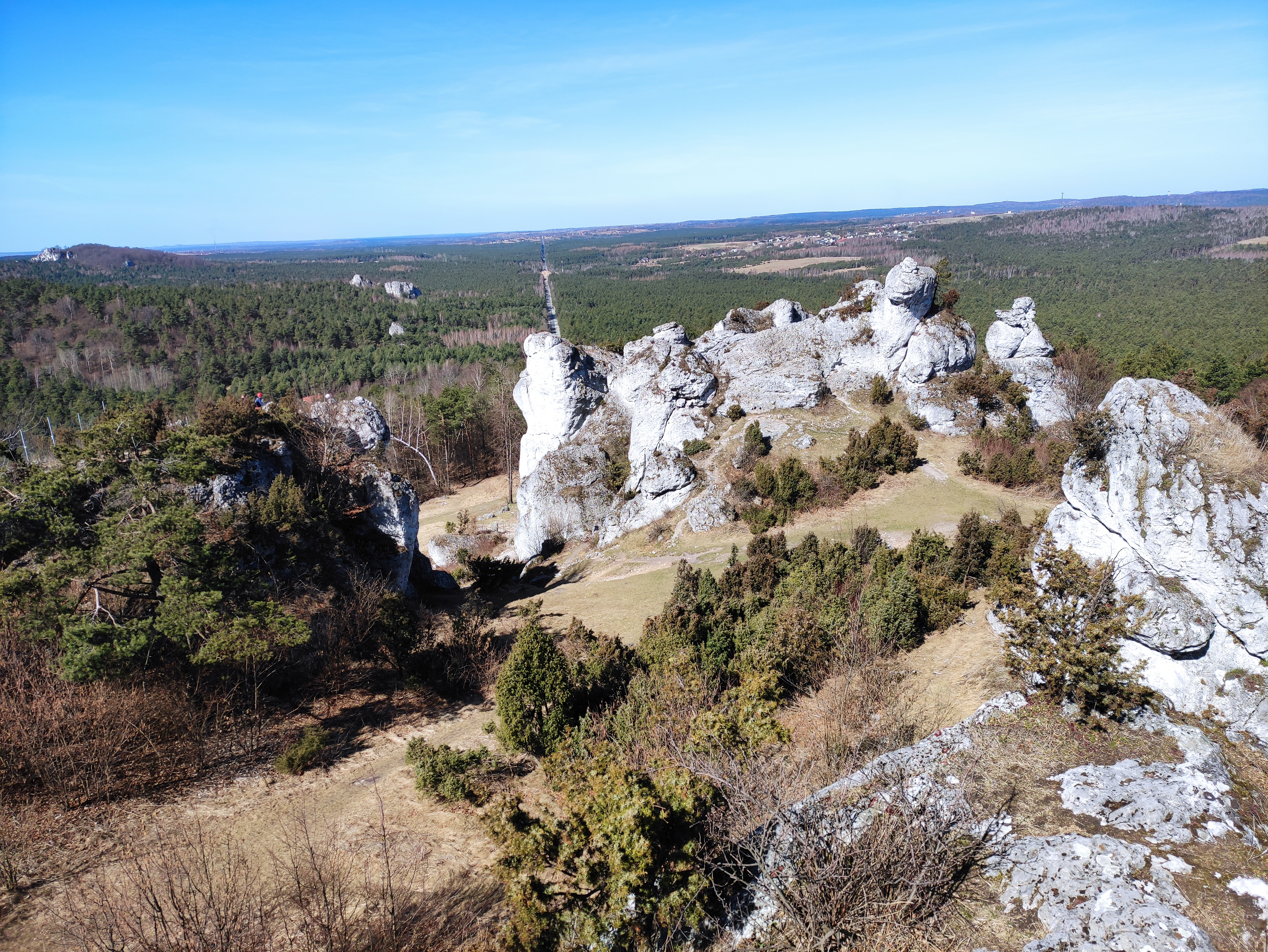
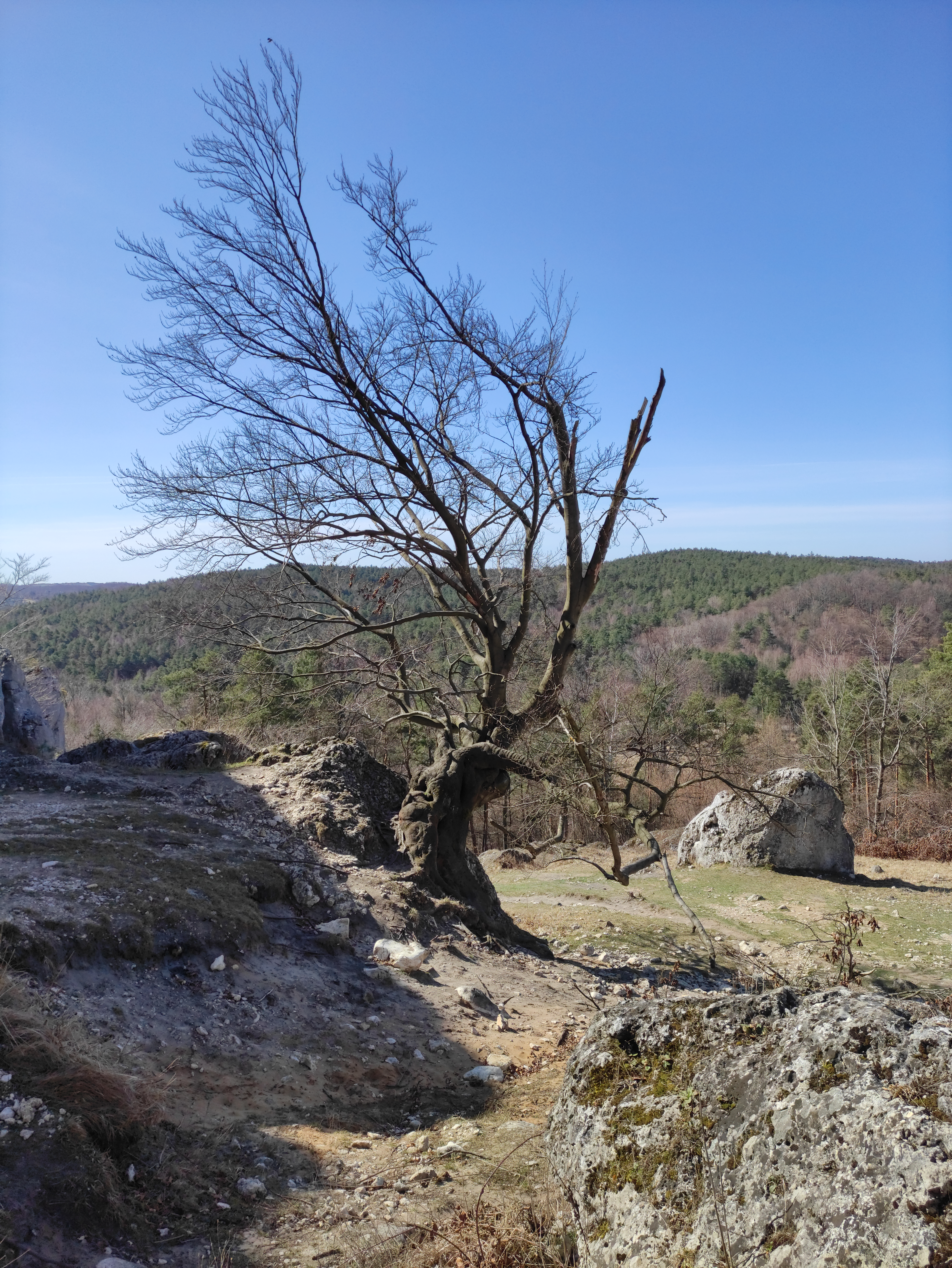